# Der plötzliche Reichtum der armen Leute von Kombach
Der plötzliche Reichtum der armen Leute von Kombach ist ein Autorenfilm von 1971, bei dem Volker Schlöndorff Regie führte. Er schrieb – zusammen mit Margarethe von Trotta, seiner späteren Ehefrau – auch das Drehbuch. Der Film basiert auf einer wahren Begebenheit, die sich im 19. Jahrhundert im Hessischen Hinterland ereignete. Als Grundlage für das Drehbuch diente das Gerichtsprotokoll. Der Film wurde in Schwarzweiß gedreht.

## Handlung
Nach mehreren Fehlversuchen gelingt am 19. Mai 1822 acht verarmten Bauern und Tagelöhnern aus dem Hessischen Hinterland ein Überfall auf einen Geldtransport des Landesfürsten, der monatlich von Gladenbach nach Gießen fährt. Der Raubüberfall geht als Postraub in der Subach in die Kriminalgeschichte ein. Für einen Augenblick scheint ihr Ziel erreicht zu sein, da ihr Leben sich radikal zum Positiven verändert. Erst später merken sie, dass sich damit nichts an den Ursachen ihrer Misere geändert hat. Zudem fallen sie durch ihren plötzlichen Reichtum in einer Armeleutegegend trotz größter Vorsicht auf, werden verhaftet, verurteilt und schließlich hingerichtet. 
Allein dem Händler David Briel, der sich nicht durch einen Hof an seine Heimat gebunden fühlt und anders als die Bauern keine „Angst vor der Fremde“ hat, gelingt mit dem geraubten Geld die Flucht nach Amerika.

## Hintergrund
Für den in Wiesbaden geborenen Regisseur ist der Film für sein späteres Schaffen von Bedeutung: „Mit diesem Film habe ich eigentlich erst angefangen, mich zu entwickeln. Auch die Möglichkeit, mich an meine Kindheit in Hessen zu erinnern, hat mir gut getan“. Der Film beinhaltet Verweise auf hessische Autoren: Zitate aus Büchners Woyzeck und aus Grimms Märchen ließ Schlöndorff in den Film einfließen. „Bei den Arbeiten zum Film habe ich mich auch selbst als Bruder Grimm begriffen, als ich Material über die damalige Zeit gesammelt habe“, erinnert sich Schlöndorff an die Entstehung des Films.

„Wir müssen versuchen, unsere Geschichte kritisch zu lernen und zu verstehen. Deshalb ist es wichtiger und aufschlußreicher, eine solche Episode aus unserer Vergangenheit in ihrer Zeit zu belassen, sie streng historisch darzustellen, als sie zu aktualisieren, ein Gleichnis, eine Parabel oder ähnliches daraus zu machen. … Es genügt, den Text des ‚aktenmäßigen Berichts‘ zu lesen, um zu verstehen, wie eine gewisse Struktur der Gesellschaft es den Benachteiligten unmöglich macht, ihre Lage zu durchschauen und diese zu verändern.“

## Kulisse
In Bezug auf den tatsächlichen Charakter der mittelhessischen Landschaft zur Zeit der Handlung in der ersten Hälfte des 19. Jahrhunderts fallen einige Ungereimtheiten auf: So finden die Szenen im Wald zum großen Teil in rein hochstämmigen Fichtenforsten statt, die es damals in dieser Form noch nicht gab.
Die Szenen in offener Landschaft zeigen zudem stark flurbereinigte Parzellenstrukturen, wie sie größtenteils erst nach dem Zweiten Weltkrieg in Hessen entstanden sind.
Eine weitere Ungereimtheit ist der Anblick von Stromleitungen in einer Landschaftstotale zu Beginn des Films.

## Drehort
Innen- und Außen-Aufnahmen wurden im und um das Kloster Schäftlarn gedreht.

## Auszeichnungen
- 1971: Deutscher Filmpreis in der Kategorie Beste Regie
- 1971: Festival Internacional de Cine de San Sebastián - OCIC Award

## Kritiken
„[…] deutsche Geschichte im Gewand eines kritischen Heimatfilms, sehr ambitioniert. (Wertung 2½ Sterne: überdurchschnittlich)“

„Sozialkritischer Film, der im Stil einer schwermütigen Volksballade Verarmung und Unterdrückung am Modell eines frühen Gemeinwesens zeichnet. Obwohl der ökonomische, politische und geistige Hintergrund nicht ausreichend erhellt wird, regt der Film zur Auseinandersetzung an, zumal er durch seine formale Gestaltung eine bemerkenswerte Stellung im deutschen Nachkriegsfilm einnimmt.“